# Stagione di college football 1889
La Stagione di college football 1889 fu la ventunesima stagione di college football negli Stati Uniti. 
La diffusione dello sport attraverso la nazione, continuò portando in campo per la prima volta ventitré scuole, tra cui importanti team che faranno la storia di questo sport: Wisconsin, Washington, Syracuse, Iowa, Ohio State.
Secondo l'Official NCAA Division I Football Records Book, College of New Jersey (attuale Princeton) chiuse imbattuta 10-0 e vinse sia il titolo IFA che il titolo di campione nazionale di quella stagione.
La Northern Intercollegiate Football Association vide la vittoria finale del Dartmouth College.

## Conference e vincitori
| Conference                                    | Scuola                | Conf. V-S-P | Totale V-S-P |
| --------------------------------------------- | --------------------- | ----------- | ------------ |
| Intercollegiate Football Association          | College of New Jersey | 4 - 0       | 10 - 0       |
| Northern Intercollegiate Football Association | Dartmouth College     | 3 - 0       | 7 - 1        |

## College esordienti
- Wisconsin Badgers football
- Syracuse Orange football
- Washington Huskies football
- Iowa Hawkeyes football
- Ohio State Buckeyes football

## All-America
Il College Football All-America Team è un premio assegnato ogni anno ai migliori giocatori di football del college nelle loro rispettive posizioni. L'uso originale del termine All-America sembra essere stato per il College Football All-America team selezionato da Casper Whitney e pubblicato "This Week's Sports" in collaborazione con Walter Camp. Camp si assunse la responsabilità per la scelta dei giocatori All-America ed è stato riconosciuto come il selettore ufficiale nei primi anni del XX secolo.